# Elmar Kaljot
Elmar Kaljot (né le 15 novembre 1901 à Tallinn à l'époque dans l'Empire russe et aujourd'hui en Estonie, et mort le 8 janvier 1969 à New York aux États-Unis) est un joueur de football international estonien, qui évoluait au poste de défenseur.

## Biographie

### Carrière en club
Elmar Kaljot joue en faveur du Tallinna Kalev et du Tallinna JK. Il remporte avec ces équipes trois titres de champion d'Estonie.

### Carrière en sélection
Elmar Kaljot reçoit 25 sélections en équipe d'Estonie entre 1923 et 1929, inscrivant trois buts.
Il joue son premier match en équipe nationale le 19 septembre 1923, en amical contre l'Union soviétique. Il inscrit un doublé lors de ce match. Malgré tout, les estoniens s'inclinent sur le score de 2-4 à Tallinn.
Il marque son deuxième but avec l'Estonie le 13 août 1927, en amical contre la Lituanie. Les estoniens s'imposent sur le score de 5-0 à Kaunas. À noter qu'Elmar Kaljot est capitaine lors de ce match.
Il reçoit sa dernière sélection le 18 septembre 1929, en amical contre la Lettonie (victoire 4-1 à Tallinn).
Il participe avec l'équipe d'Estonie aux Jeux olympiques de 1924. Lors du tournoi olympique organisé à Paris, il joue un match contre les États-Unis (défaite 1-0 au Stade Pershing).

## Palmarès
| Tallinna Kalev - Championnat d'Estonie (1) : - Champion : 1923. |  | TJK - Championnat d'Estonie (2) : - Champion : 1926 et 1928. - Vice-champion : 1927 et 1929. |  | Estonia Tallinn - Championnat d'Estonie : - Vice-champion : 1933. |